# Gustav-Adolf-Kirche (Emsdetten)

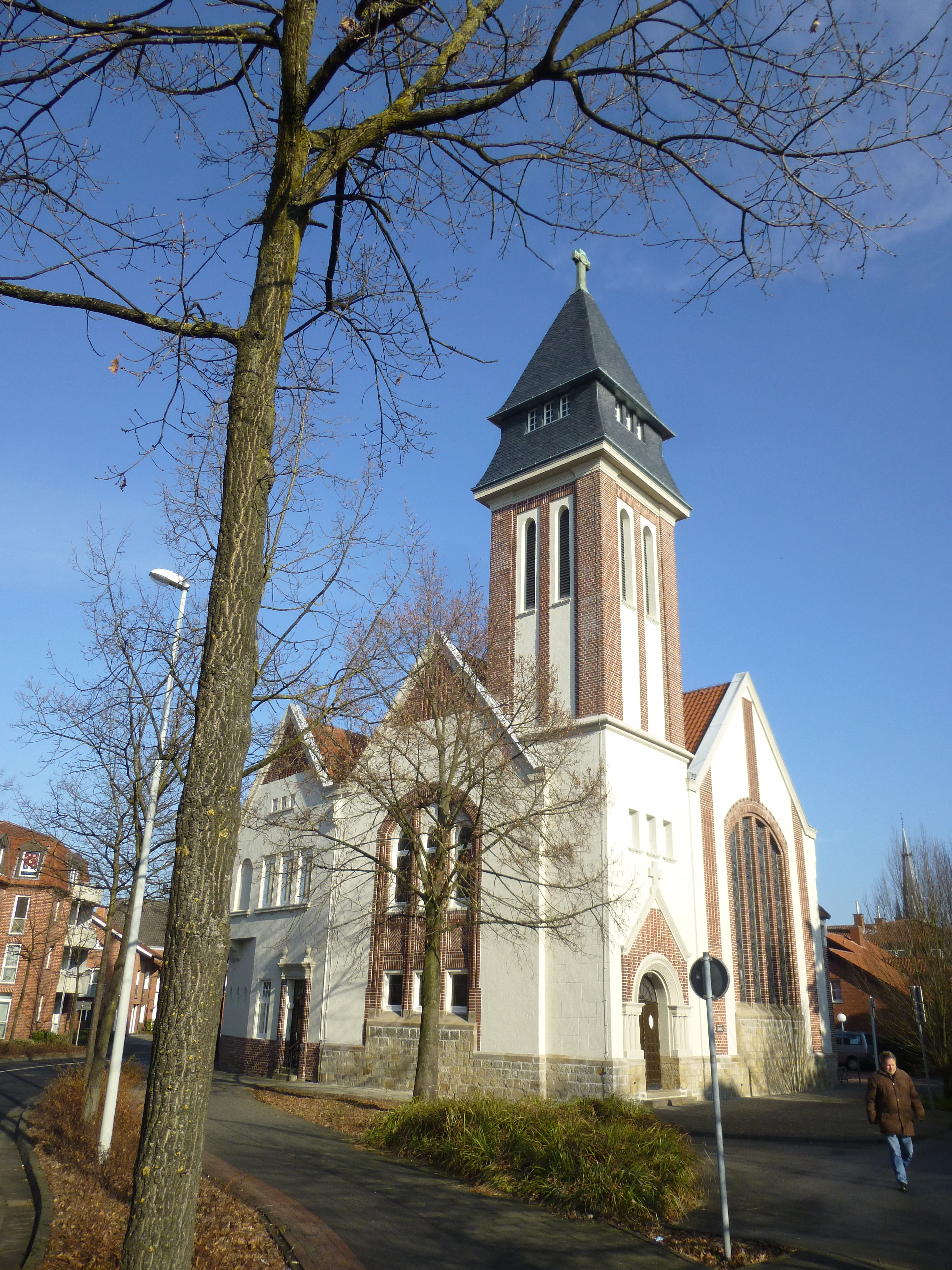
Emsdetten, Gustav-Adolf-Kirche

Die evangelische Gustav-Adolf-Kirche ist ein denkmalgeschütztes Kirchengebäude in Emsdetten im Kreis Steinfurt (Nordrhein-Westfalen), Kirchstraße 39. Sie gehört zur Evangelischen Kirchengemeinde Emsdetten-Saerbeck und damit zum Kirchenkreis Steinfurt-Coesfeld-Borken der evangelischen Landeskirche von Westfalen.

## Geschichte und Architektur
Die heutige Saalkirche in späthistoristischem, vom Jugendstil beeinflussten Stil wurde 1912 errichtet. Der Putzbau ist durch mehrbahnige, große Fenster, Backsteinmauerwerk und ockerfarbiges Reliefdekor gegliedert. Der Haupteingang befindet sich im Turm, der mit einem Mansard-Pyramidendach gedeckt ist. In den Gemeinderaum wurde ein Quertonnengewölbe eingezogen, der Altarraum ist halbrund. Von der ursprünglichen Ausstattung aus der Bauzeit ist nur das Gestühl erhalten. Entworfen wurde sie von dem Münsteraner Architekten Hugo Kölling.
Gewidmet wurde die Kirche dem Schwedenkönig Gustav II. Adolf, da der Bau aus Mitteln des Gustav-Adolf-Werkes, einem Hilfswerk zur Unterstützung kleiner evangelischer Gemeinden, finanziert wurde.
Bereits seit Dezember 1864 bestand auf dem Grundstück der heutigen Gustav-Adolf-Kirche ein kleinerer Kirchenbau. Das Grundstück hatte die evangelische Gemeinde Emsdettens in diesem Jahr von dem jüdischen Händler Samson Falk erworben und für ihre Zwecke umgebaut. Neben dem Kirchenbau entstand eine Schule sowie ein Pfarrhaus. Dies war erforderlich geworden, nachdem der evangelischen Gemeinde in Emsdetten, die durch den Anschluss der Stadt an das Eisenbahnnetz gewachsen war, von der Eisenbahndirektion die Nutzung ihrer Räumlichkeiten im Bahnhofsgebäude gekündigt worden war.